# XXXX Corpo de Exército (Alemanha)
O XXXX Corpo de Exército (em alemão: XXXX. Armeekorps) foi um Corpo de Exército da Alemanha na Segunda Guerra Mundial. Foi formado no dia 26 de janeiro de 1940 em Wehrkreis X. No dia 9 de julho de 1942 o seu Stab foi transferido para o XXXX Corpo Panzer.

## Comandantes
| Comandante                             | Data                                                     |
| -------------------------------------- | -------------------------------------------------------- |
| General der Kavallerie Georg Stumme    | 15 de fevereiro de 1940 - 14 de setembro de 1940         |
| General der Panzertruppen Georg Stumme | 15 de setembro de 1940 - 14 de janeiro de 1942           |
| General der Infanterie Hans Zorn       | 15 de janeiro de 1942 - 16 de fevereiro de 1942 m.d.F.b. |
| General der Panzertruppen Georg Stumme | 16 de fevereiro de 1942 - 8 de julho de 1942             |

## Chef des Stabes
| Oberst i.G. Eberhard von Kurowski | 5 de fevereiro de 1940 - 10 de maio de 1942 |
| Oberstleutnant i.G. Carl Wagener  | 1 de junho de 1942 - 8 de julho de 1942     |

## Oficiais de Operações (Ia)
| Oberstleutnant i.G. Gerhard Feyerabend        | fevereiro de 1940 - julho de 1940 |
| Oberstleutnant i.G. Hans-Joachim von der Burg | julho de 1940 - ?                 |
| Major i.G. Joachim Hesse                      | 1941 - 8 de julho de 1942         |

## Área de Operações
| Alemanha                       | janeiro de 1940 - maio de 1940      |
| França                         | maio de 1940 - junho de 1940        |
| Polônia & Áustria              | junho de 1940 - fevereiro de 1941   |
| Romênia, Bulgária & Bálcãs     | fevereiro de 1941 - agosto de 1941) |
| Frente Oriental, setor central | agosto de 1941 - junho de 1942      |

## Serviço de Guerra
| Data              | Exército        | Grupo de Exército | Lugar               |
| ----------------- | --------------- | ----------------- | ------------------- |
| maio de 1940      | 9º Exército     | B                 | Bélgica             |
| junho de 1940     | 6º Exército     | B                 | Somme, Loire        |
| julho de 1940     | BdE             |                   | Heimat              |
| setembro de 1940  | z. Vfg.         | B                 | Generalgouvernement |
| novembro de 1940  | 12º Exército    | B                 | Generalgouvernement |
| janeiro de 1941   | 17º Exército    | B                 | Generalgouvernement |
| fevereiro de 1941 | 12º Exército    | OKH               | Romênia             |
| março de 1941     | 1º Grupo Panzer | OKH               | Bulgária            |
| abril de 1941     | 12º Exército    | OKH               | Griechenland        |
| junho de 1941     | BdE             |                   | Heimat              |
| julho de 1941     | z. Vfg.         | OKH               | Heimat              |
| agosto de 1941    | z. Vfg.         | Mitte             |                     |
| setembro de 1941  | 9º Exército     | Mitte             | Toropez             |
| outubro de 1941   | 4º Grupo Panzer | Mitte             | Wiasma, Moscou      |
| janeiro de 1942   | 4º Exército     | Mitte             | Juchnow             |
| maio de 1942      | -               | OKH               |                     |
| junho de 1942     | 6º Exército     | Süd               | Charkow, Don        |

## Organização
30 de maio de 1940
87ª Divisão de Infantaria
44ª Divisão de Infantaria
33ª Divisão de Infantaria
8 de junho de 1940
87ª Divisão de Infantaria
44ª Divisão de Infantaria
22 de agosto de 1941
102ª Divisão de Infantaria
206ª Divisão de Infantaria
256ª Divisão de Infantaria
3 de setembro de 1941
256ª Divisão de Infantaria
102ª Divisão de Infantaria
2 de outubro de 1941
2ª Divisão Panzer
10ª Divisão Panzer
258ª Divisão de Infantaria
2 de janeiro de 1942
19ª Divisão Panzer (maior parte)
216ª Divisão de Infantaria
10ª Divisão de Infantaria (parte)
403. Sicherungs-Division (parte)
56ª Divisão de Infantaria (parte)
22 de abril de 1942
331ª Divisão de Infantaria
216ª Divisão de Infantaria (parte)
19ª Divisão Panzer
131ª Divisão de Infantaria (parte)
10ª Divisão de Infantaria (maior parte)
403. Sicherungs-Division (parte)
211ª Divisão de Infantaria (parte)
Gruppe Schlemm
24 de junho de 1942
336ª Divisão de Infantaria
3ª Divisão Panzer
23ª Divisão Panzer
29ª Divisão de Infantaria motorizada